# Andrés I Gualdo
Andrés I Gualdo (en italiano: Andrea Benzi de Gualdo; Gualdo Tadino, 1350-Sion, Suiza, 17 de abril de 1437), fue un sacerdote italiano, arzobispo de Split de 1388 a 1402 y obispo de Sion entre 1418 y 1437.
Se graduó en derecho y teología en Roma y actuó como un distinguido diplomático. En 1388, el papa Urbano VI lo nombró arzobispo de Split. Ocupó este cargo en un momento en que Split reconoció el gobierno de los reyes bosnios Tvrtko I y Esteban Dabiša, y durante el breve gobierno del rey Segismundo de Luxemburgo, después de lo cual Split reconoció a Ladislao I de Nápoles como su soberano.
Trató de devolver los antiguos derechos a la arquidiócesis de Split y obtener la confirmación de los nuevos. En 1392, con la aprobación del rey Esteban Dabiša, comenzó a construir una torre defensiva en el área de Sućurac para defender la propiedad de la iglesia, que es el comienzo de la fundación de este lugar. Para su administración sobre la Iglesia de Split, se elaboró una lista de todos los estados eclesiásticos de la arquidiócesis de Split y se certificaron algunas cartas antiguas sobre los privilegios patrimoniales de la Iglesia de Split. Asimismo, el arzobispo Andrés I tenía una transcripción de tres montanos y un inventario del tesoro de la catedral de Split.
En las batallas entre los partidarios del rey Segismundo y Ladislao de Nápoles, se puso del lado de Segismundo, y en el conflicto entre los nobles y los plebeyos de Split, se puso del lado de los plebeyos y en 1398 tomó parte activa en inflamar el conflicto. Después de 1402, toda Dalmacia se puso del lado de Ladislao de Nápoles y su ciudad fue atacada, por lo que huyó a la corte de Segismundo. El título de arzobispo de Split no fue renunciado hasta 1413, cuando fue nombrado arzobispo de Kalocsa-Kecskemét. En 1431 fue nombrado obispo de Sion, cargo que ocuparía hasta su muerte el 17 de abril de 1437.